# Varanus storri
Varanus storri — вид варанів родини варанових. Вид є ендеміком Австралії.

## Етимологія
Конкретна назва storri — на честь австралійського герпетолога Глена Мілтона Сторра.

## Ареал і середовище проживання
Varanus storri зустрічається в сезонних тропічних регіонах Австралії, зокрема в скелястих місцях. V. storri storri зустрічається в східній Австралії, від Чартерс-Тауера до Квінсленда, тоді як V. storri ocreatus переважно знаходиться в Західній Австралії та Північній території. Отже, обидва підвиди зустрічаються в тому самому кліматі та в однакових місцях проживання. Їх можна зустріти у відкритих лісах, на луках, у спініфексах і скелястих місцях.

## Опис
Вид V. storri менший і тьмянішого кольору, ніж схожий на вигляд шипохвостий воронь (V. acanthurus). V. storri виростає трохи більше 40 см у загальну довжину. V. s. ocreatus також має збільшену луску на нижній частині кінців задніх ніг. Вид не демонструє статевого диморфізму.

## Поведінка
Вид V. storri є наземним і навіть менш деревним, ніж споріднений шипохвостий варан. Вид живе колоніями в дикій природі, і до 50 тварин можуть жити разом на площі 0,75 км2, хоча кожна особина живе у власній U-подібній норі під великим каменем або спиніфексом. Особи іноді махають один одному хвостами. V. storri найбільш активний у період з лютого по березень, а також з липня по листопад, вранці та пізно вдень, ховаючись у свою нору в найспекотніший час дня; на відміну від більших варанів, він залишається активним у прохолодну частину дня, за винятком холодних зимових місяців.
Хоча раніше повідомлялося, що підвид V. storri змінює колір із підвищенням температури, у пізніших дослідженнях було виявлено, що він не змінює колір і не поглинає сонячне випромінювання при температурі 15–35 °C.

## Розмноження
Розмноження відбувається протягом року. Відкладають до 6 яєць, які інкубують при 27–29 °С 100–129 днів. Статева зрілість може бути досягнута через 18 місяців.

## Дієта
Varanus storri полює на безхребетних, особливо на прямокрилих, а також на мурах, жуків і павуків. Він також харчується ящірками, такими як сцинки та гекони. Його дієта сезонна, і великі запаси жиру накопичуються протягом більшої частини року, щоб вистачити протягом зимових місяців, коли він стає неактивним.